# Belleville (Meurthe i Mozela)
Belleville – miejscowość i gmina we Francji, w regionie Grand Est, w departamencie Meurthe i Mozela.
Według danych na rok 1990 gminę zamieszkiwało 1276 osób, a gęstość zaludnienia wynosiła 125 osób/km² (wśród 2335 gmin Lotaryngii Belleville plasuje się na 307. miejscu pod względem liczby ludności, natomiast pod względem powierzchni na miejscu 589.).